# Sven-David Sanne
Sven-David Holger Sanne, född den 27 maj 1906 i Uddevalla, död den 3 mars 2008 i Västerås, var en svensk jurist. Han var sonson till Johan Sanne.
Sanne avlade studentexamen i Uddevalla 1925 och juris kandidatexamen vid Uppsala 1930. Efter genomförd tingstjänstgöring i Sunnervikens domsaga 1930–1933 blev han fiskal i Svea hovrätt 1934, assessor där 1941, revisionssekreterare 1949 (tillförordnad 1945) och hovrättsråd 1951. Sanne var häradshövding i Västmanlands mellersta domsaga 1957–1970 och lagman i Västmanlands mellersta tingsrätt 1971–1973. Han tjänstgjorde i justitiedepartementets lagbyrå 1938 och var sekreterare i Södra Roslags domsaga 1941–1942, sekreterare i 1946 års kommunallagskommitté 1948–1952, suppleant för ordföranden i Statens hyresråd 1954–1957, ordförande i hyresnämnd i Västerås 1957–1969, vice ordförande i styrelsen för Westmanlands läns sparbank 1960–1974 samt ordförande i övervakningsnämnden i Västerås 1965–1974. Sanne blev riddare av Nordstjärneorden 1952 och kommendör av samma orden 1968. Han vilar på Hovdestalunds kyrkogård i Västerås.